# Dolichos splendens
Dolichos splendens är en ärtväxtart som beskrevs av John Gilbert Baker. Dolichos splendens ingår i släktet Dolichos och familjen ärtväxter. Inga underarter finns listade i Catalogue of Life.